# Diego Cash
Pour les articles homonymes, voir Cash.

a Compétitions nationales et continentales officielles uniquement.

b Matchs officiels uniquement.
Dernière mise à jour le 16 février 2024.
Diego Maria Cash, né le 10 août 1961 à Buenos Aires (Argentine), est un ancien joueur de rugby argentin, évoluant au poste de pilier.

## Biographie
Diego Cash connaît 39 sélections internationales en équipe d'Argentine, il fait ses débuts le 22 juin 1985 contre l'équipe de France : victoire 24-16 à Buenos Aires. 
Sa dernière apparition comme Puma a lieu le 11 juillet 1992 contre l'équipe de France : défaite 33 à 9 à Buenos Aires.

## Palmarès

### Sélections nationales
- 39 sélections en équipe d'Argentine
- Nombre de sélections par année : 6 en 1985, 4 en 1986, 7 en 1987, 4 en 1988, 4 en 1989, 7 en 1990, 5 en 1991, 2 en 1992

- Participation à la Coupe du monde de rugby : 1987 (3 matchs comme titulaire), 1991 (2 matchs comme titulaire).